# США (трилогия)
«США» (англ. U.S.A.) — серия из трёх романов американского писателя Джона Дос Пассоса, созданная им вскоре после поездки в Россию и ещё до разочарования в идеях коммунизма: «42-я параллель» (роман написан в 1930 году), «1919» (написана в 1932) и «Большие деньги» (написана в 1936). Впервые все три произведения были опубликованы в одной книге под названием «США» в январе 1938 года в издательстве Harcourt. По версии издательства Modern Library, входит в список ста лучших романов на английском языке, написанных в XX веке, в котором занимает 23 строчку.

## Особенности и значение
В каждом из романов писатель описывал истории разных американцев, судьбы которых по ходу развития сюжета всё же пересекаются, пытавшихся найти своё место в американском обществе первой половины XX века, а также приводил небольшие биографические рассказы об известных жителях страны, таких как Айседора Дункан или Фредерик Тейлор, иногда с негативной оценкой их деятельности, иногда с позитивной или нейтральной. Также в этой работе Дос Пассос создавал нечто вроде коллажей на основе газетных публикаций и народных песен, вставлял автобиографические главы, написанные в манере потока сознания. Всего в трилогии можно выделить четыре формы повествования. Несмотря на отсутствие явного героя, в «США», по мнению Екатерины Салмановой, «угадывалась фигура одиноко стоящего человека, растерявшегося в этом хаотическом и равнодушном мире, нуждающегося в помощи и поддержке». Об этом же пишет и Я. Засурский, который считает, что писатель сумел сохранить жизненность героев при высокой степени обобщённости характеров, за счёт использования крупного плана в показе героев, заимствованного им из практики кино у Сергея Эйзенштейна и Всеволода Пудовкина.
Большое внимание в романах уделяется вопросам борьбы рабочего класса за свои права. На страницах «Больших денег» автор описывает Дело Сакко и Ванцетти, эпизоды столкновений митингующих с полицейскими (в книге они несколько раз называются «казаками», так полицейских, разгонявших митинги, в 1920-е годы называли участники американских рабочих забастовок).
Текст «США» несколько раз был адаптирован для радиоспектаклей.